# يوسف محمد البلوشي
يوسف محمد البلوشي (21 مارس 1952 - 7 يونيو 2022)، هو مطرب شعبي كويتي اشتهر بالغناء باللهجة البدوية على رغم أنه ليس بدويًا. اشتهر في أواخر الستينات والسبعينات من القرن العشرين، وكانت كل أعماله الغنائية تارة عبارة عن قصص واقعية ومواقف، وتارة أخرى من نسج خياله. أعلن اعتزاله في عام 1980.

## بدايته
كانت بداية يوسف محمد الفعلية للجمهور عن طريق برنامج البادية على التلفزيون الكويتي من كلمات الشاعر حجاب بن نحيت والتي تقول:
| يوسف محمد البلوشي | يا ليتني في البادية ما تحضـريت.. ولا عرفت المدن واللي سكنها ليتي مع الأدباش لا رحت وإن جيت.. ليت الغنم والإبل ما رحت عنها | يوسف محمد البلوشي |

## اعتزاله
اعتزل يوسف محمد في بداية عام 1980.

## وفاته
توفي يوم الثلاثاء 7 يونيو 2022، عن عمر ناهز 70 عامًا.